# Marduk-bel-zeri
Marduk-bel-zeri va ser rei de Babilònia entre els anys 790 aC i 780 aC aproximadament, durant el període de turbulències que hi va haver després de les invasions del rei d'Assíria Xamxi-Adad V. Se l'anomena a la Llista sincrònica de reis i a la Llista dels reis de Babilònia, i se'l situa cap als inicis del segle viii aC. Es coneix molt poc del seu regnat.
Ha sobreviscut un document de tipus econòmic de la ciutat d'Udani, on es menciona l'any de la seva ascensió al tron. Aquesta ciutat era un centre de culte que depenia d'Uruk, no ben localitzada, però segurament propera a Marad. Udani va ser coneguda després amb el nom d'Udannu, i estava associada al culte del déu infernal Nergal i de Belet-Eana, associada a Ixtar. Una anomenada Crònica dinàstica conservada fragmentàriament diu que era "soldat", però no se'n saben els motius.